# Echthromorpha agrestoria
Echthromorpha agrestoria är en stekelart som först beskrevs av Nils Samuel Swederus 1787.  Echthromorpha agrestoria ingår i släktet Echthromorpha och familjen brokparasitsteklar.

## Underarter
Arten delas in i följande underarter:
- E. a. fuscator
- E. a. samoana
- E. a. pascuensis
- E. a. occidentalis
- E. a. punctum
- E. a. trukensis
- E. a. semperi
- E. a. spinator
- E. a. pallidilineata
- E. a. notulatoria
- E. a. juncta
- E. a. castanea
- E. a. immaculata
- E. a. formosa
- E. a. conopleura
- E. a. arrogans
- E. a. rufomaculata
- E. a. interrupta
- E. a. insidiator
- E. a. mixta
- E. a. rufa
- E. a. macula
- E. a. hyalina
- E. a. atrata